# Club des raquetteurs de Montréal

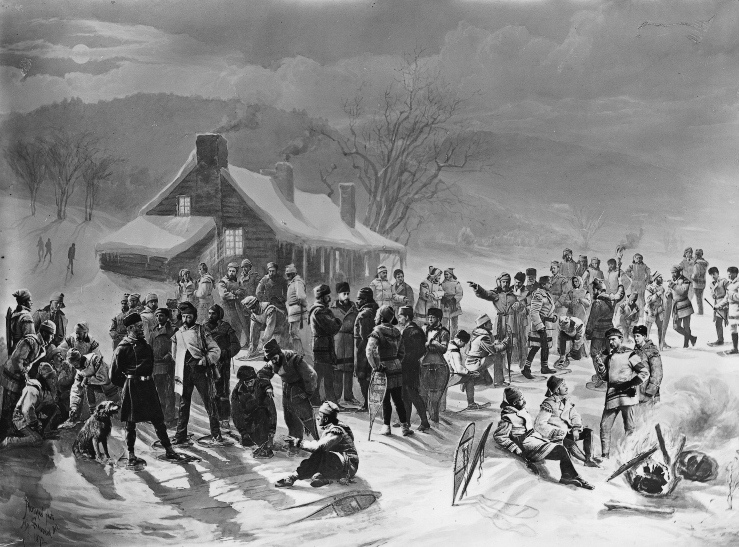
Rassemblement de raquetteurs en 1872

Le Club des raquetteurs de Montréal (en anglais Montreal Snowshoe Club) est un club de sportifs amateurs pratiquant la raquette à neige à Montréal sur le mont Royal et ses environs. Débutant ses activités en 1843, il est aujourd'hui considéré comme un des premiers clubs en son genre en Amérique du Nord . 

## Historique
Le Club des raquetteurs de Montréal débute progressivement ses activités en 1840 en organisant des randonnées le samedi après-midi durant les mois d'hiver. Le point de ralliement est l'intersection des rues Sherbrooke et Union et le parcours emprunté fait généralement dix à douze milles de distance. Les sentiers du mont Royal ou encore les chemins menant vers Lachine et autres environs de Montréal sont particulièrement prisés par les raquetteurs. Formant à leur début un groupe d'une douzaine de personnes, les membres du club proviennent majoritairement de la classe supérieure anglophone montréalaise. En 1843, les sportifs amateurs sont de plus en plus nombreux à participer aux rendez-vous hebdomadaires et, par le fait même, l'organisation du club se formalise.  De 1845 à 1879, d'autres clubs de raquetteurs se créent à travers la province de Québec, principalement à Montréal, Québec et Trois-Rivières, encourageant alors une certaine concurrence et compétitivité entre les clubs. Pour se mesurer l'un à l'autre, des compétitions prenant souvent la forme de courses de raquettes font leur apparition.